# Edmonde Charles-Roux
Edmonde Charles-Roux (Neuilly-sur-Seine, 17 aprile 1920 – Marsiglia, 20 gennaio 2016) è stata una scrittrice e giornalista francese.

## Biografia
Figlia di François Charles-Roux, ambasciatore, membro dell'Institut de France e ultimo presidente della Compagnia del Canale di Suez, passa la sua infanzia al seguito del padre in diversi Paesi europei, studiando a Roma e a Praga.
Durante la Seconda guerra mondiale, serve come infermiera volontaria presso l'11º reggimento della Legione straniera, viene ferita a Verdun per poi entrare nella Resistenza. In seguito allo sbarco Alleato in Provenza, viene di nuovo riassegnata alla legione straniera. Viene decorata con la Croce di guerra e con il grado di Cavaliere della Legion d'onore.
Alla fine del conflitto, si stabilisce a Parigi, entra a France Soir, scrive per L'Humanité e inizia a lavorare per Elle, nella cui redazione resta per due anni. Nel 1950, viene assunta all'edizione francese di Vogue, di cui sarà successivamente redattore capo per 16 anni.
Nel 1966 fu cacciata da Vogue, apparentemente per avere messo in copertina una modella di colore, ma in realtà perché i dirigenti americani della rivista la accusavano di essere vicina a posizioni di sinistra. Vince il Premio Goncourt, raggiungendo la fama internazionale con il romanzo Dimenticare Palermo, da cui Francesco Rosi trarrà l'omonimo film. Con questo successo, comincia la sua carriera di scrittrice: pubblicherà in seguito Elle, Adrienne nel 1971, ispirato al suo soggiorno a Praga, L'Irrégulière ou mon itinéraire Chanel nel 1974 (dedicato a Coco Chanel) e la biografia in due volumi di Isabelle Eberhardt.
Divenne membro dell'Académie Goncourt nel 1983, assumendone poi la carica di presidente nel 2002; ma nel 2008 viene deciso un ringiovanimento dell'Accadémie, fissando il limite d'età dei giurati a 80 anni e quindi deve abbandonare la presidenza. La cosa non la rese particolarmente felice, commentando: Une discrimination positive pour l'insertion del jeunes?!.
Il sindaco di Marsiglia Gaston Defferre, che fu Ministro degli Interni con il governo Mitterrand, la invitò ripetutamente a Marsiglia e fu subito colpo di fulmine. Nel 1973 si sposano.
Nel 2010, venne nominata Commendatore della Legion d'onore dal presidente Nicolas Sarkozy.
Visse a Parigi, in rue de Saints-Pères, una casa piena di libri, giornali, ritratti, dove ultimamente stava scrivendo una biografia di Zinovij Alekseevič Peškov, figlio adottivo di Maksim Gor'kij, fratello di colui che firmò l'arresto e la morte di Nicola II di Russia.
Amica personale di Vittorio Emanuele di Savoia e della moglie Marina, ha testimoniato a favore del principe al processo alle Assise parigine per il Processo sul caso Dirk Hamer. È stata Dama di Gran Croce dell'Ordine dei Santi Maurizio e Lazzaro.
Bernard Henri-Lévy disse di lei: Quel style! Quelle allure. Et surtout, quel talent! Pourquoi n'écrit-elle pas davantage?.

## Opere
- Oublier Palerme (1966)
- Elle, Adrienne (1971)
- L'Irrégulière ou mon itinéraire Chanel (1974)
- Stèle pour un bâtard (1980)
- Une enfance sicilienne (1981)
- Un désir d'Orient, vol I - Biography of Isabelle Eberhardt (1989)
- Nomade j'étais, vol II (1995)
- L'homme de Marseille (2003)
- Isabelle du désert (2003)
- Le Temps Chanel (2004)